# Ajjapalli, Bangarapet
Ajjapalli là một làng thuộc tehsil Bangarapet, huyện Kolar, bang Karnataka, Ấn Độ.